# Drabiw
Drabiw – osiedle typu miejskiego w obwodzie czerkaskim Ukrainy.

## Historia
Pierwsza wzmianka o miejscowości pochodzi z 1680.
W 1932 roku zaczęto wydawać gazetę.
Status osiedla typu miejskiego pochodzi z 1965.
W 1989 liczyło 7713 mieszkańców.
W 2013 liczyło 6705 mieszkańców.